# Anton Shishayev
Anton Yuryevich Shishayev (tiếng Nga: Антон Юрьевич Шишаев; sinh ngày 4 tháng 3 năm 1984) là một cầu thủ bóng đá người Nga. Hiện tại anh thi đấu cho FC Pskov-747.